# Pradópolis
Pradópolis é um município brasileiro do estado de São Paulo, parte da Região Metropolitana de Ribeirão Preto (RMRP). Sua população estimada em 2024 era de 17 309 habitantes.

## História
Os antecedentes históricos de Pradópolis se confundem no espaço e no tempo com a implantação da lavoura cafeeira, na região da Alta Mogiana. Por volta de 1865, o capitão Gabriel Diniz Junqueira chega à região e inicia a formação da fazenda Santa Maria, com quatorze mil alqueires de café. Os primitivos habitantes do lugar eram os índios Jés, dos Tapuias, Caiapós. Em 1873, com a morte do capitão Gabriel Junqueira, sua viúva vendeu a fazenda Santa Maria a Rodrigo Pereira Barreto, que mudou o nome para Fazenda Eldorado. Em 1889, passou para as mãos da família de Antônio Prado, cria-se então a Fazenda São Martinho.
Em 1905, São Martinho já possuía 3,5 milhões de pés de café, sendo considerada a segunda maior fazenda de café do mundo, só suplantada pela Fazenda Dumont, com cinco milhões de pés. Também em 1905, por determinação do coronel Henrique Ribeiro, gerente da Fazenda São Martinho, o engenheiro italiano Giulio Macozzi, executa o traçado de uma vila, em terras da fazenda. Nascia assim Pradópolis. Para incentivar o crescimento da vila, também foi traçado um loteamento agrícola, o Capão Grande, bem próximo do local.[carece de fontes?]
A Comunidade, chamada inicialmente Vila Nova, foi crescendo, graças à Cultura do Café.
A imigração foi a solução para o problema da falta de mão-de-obra. E assim, por volta de 1907, começa a Fazenda São Martinho a receber os primeiros imigrantes europeus, destacando-se, pela quantidade, os italianos e mais tarde os japoneses.
No final de 1928, no lugar da primitiva capela é construída a Igreja Matriz. Seu construtor foi Beppino Girolamo. Animadas quermesses marcaram as campanhas para arrecadação de fundos para sua construção. Ser convidado para "festeiro" era considerado uma honra e motivo de orgulho nessas quermesses. Santo Antônio é o padroeiro.
Em 1945, o fim do ciclo do café decretou a extinção dos cafezais da Fazenda São Martinho, em seu lugar cria-se uma usina de açúcar, e isso é uma guinada fundamental nos destinos de Pradópolis. A cultura da cana-de-açúcar se incorpora à economia do município a partir de 1948, com a Usina São Martinho.
```
:  O Distrito de Pradópolis foi criado em 1916, pertencente ao Município de 
Sertãozinho
 (um pouco distante), e assim permaneceu até 1938, quando foi transferido de Sertãozinho para 
Guariba
.
```

Pela Lei 5.285, de 19 de fevereiro de 1959, o distrito de Pradópolis foi desmembrado de Guariba e ganhou sua autonomia administrativa, sendo elevado à categoria de município.

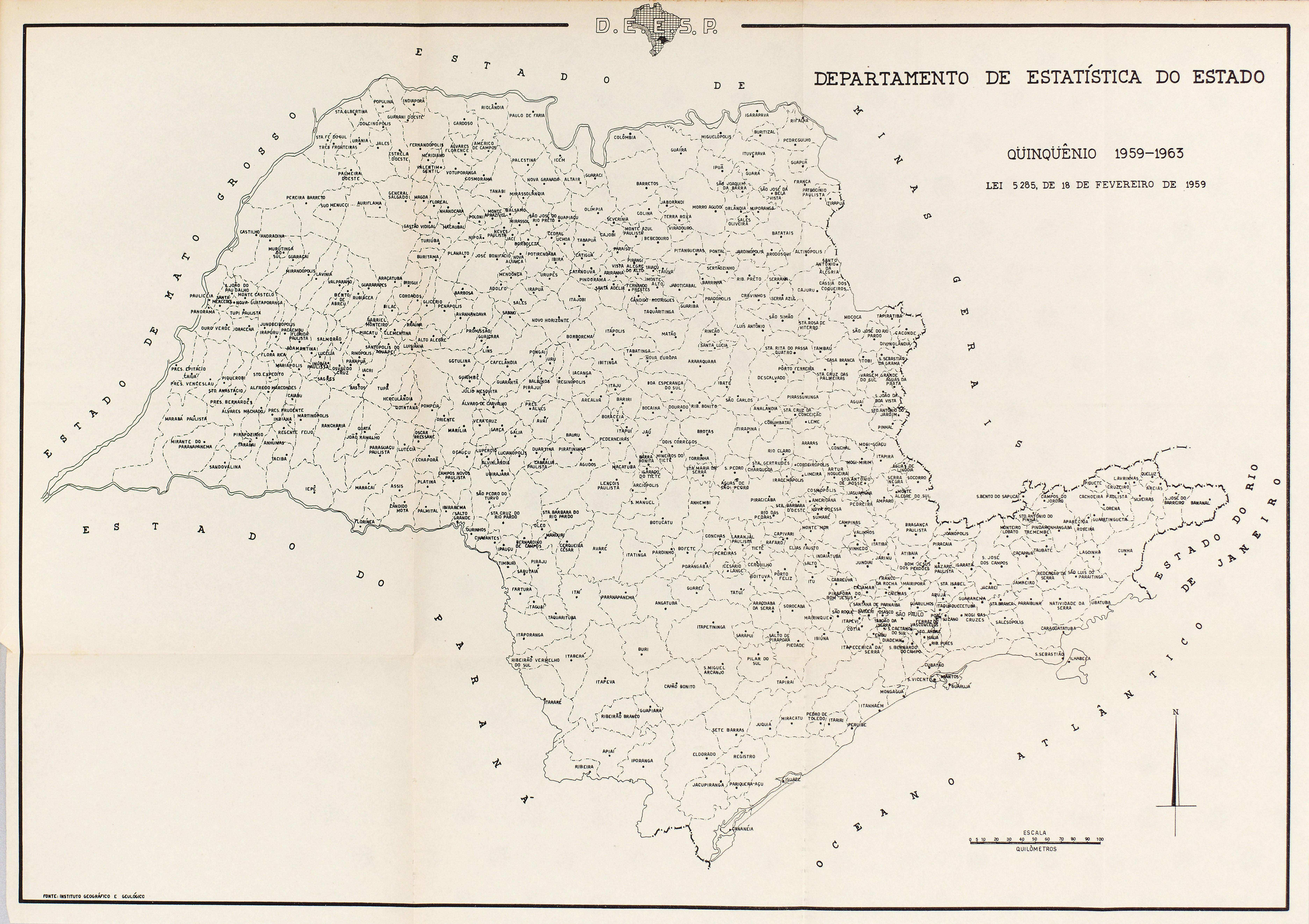
Estado de São Paulo (1959).

Foi adotado o dia 13 de junho, dia do padroeiro do município, Santo Antônio de Pádua, como data das comemorações, Civil e Religiosa da cidade.

## Geografia
Localiza-se a uma latitude 21º21'34" Sul e a uma longitude 48º03'56" Oeste, estando a uma altitude de 538 metros e situada a 36 quilômetros de Ribeirão Preto.

### Hidrografia
- Rio Moji-Guaçu
- Ribeirão da Onça

### Rodovias
- SP-291
- SP-253

## Demografia

### População
| Crescimento populacional                             | Crescimento populacional | Crescimento populacional | Crescimento populacional |
| Ano                                                  | População Total          |                          | %±                       |
| ---------------------------------------------------- | ------------------------ | ------------------------ | ------------------------ |
| 1960                                                 | 4 632                    |                          | —                        |
| 1970                                                 | 5 796                    |                          | 25,1%                    |
| 1980                                                 | 7 827                    |                          | 35,0%                    |
| 1991                                                 | 9 870                    |                          | 26,1%                    |
| 2000                                                 | 12 912                   |                          | 30,8%                    |
| 2010                                                 | 17 377                   |                          | 34,6%                    |
| 2022                                                 | 17 078                   |                          | −1,7%                    |
| Est. 2024                                            | 17 309                   | [ 5 ]                    | 1,4%                     |
| Fontes: Censos Demográficos IBGE e Estimativas SEADE |                          |                          |                          |

### Dados demográficos
Dados do Censo - 2010
População total: 17.404
- Urbana: 16.127
- Rural: 1.277
- Homens: 8.901
- Mulheres: 8.503

Densidade demográfica (hab./km²): 104,09
Mortalidade infantil até 1 ano (por mil): 11,91
Expectativa de vida (anos): 73,48
Taxa de fecundidade (filhos por mulher): 2,16
Taxa de alfabetização: 88,50%
Índice de Desenvolvimento Humano (IDH-M): 0,733
- IDH-M Renda: 0,738
- IDH-M Longevidade: 0,822
- IDH-M Educação: 0,650

(Fonte: PNUD/2010)

## Economia

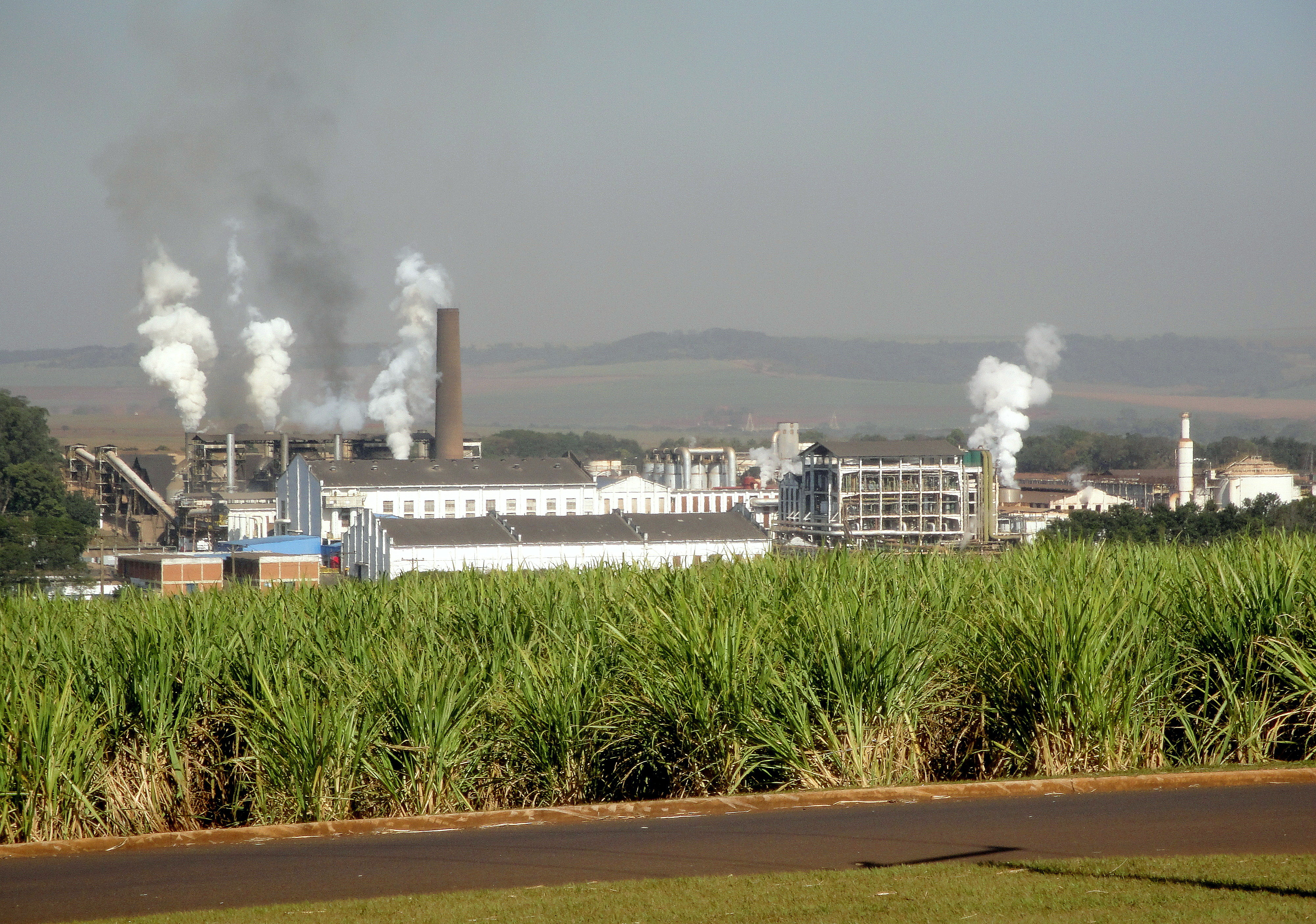
Usina São Martinho, que produz açúcar e etanol, no município.

A atividade econômica que mais se destaca no município é a lavoura de cana-de-açúcar. O setor sucroalcooleiro viveu um espetacular crescimento nesta década. Poucos lugares souberam explorar tão bem a bonança quanto Pradópolis. Desde 2000, o PIB e a arrecadação de impostos municipais triplicaram.
Está sediado na cidade o Grupo São Martinho, um dos maiores produtores de açúcar e etanol do Brasil, que recentemente anunciou a assinatura do acordo definitivo com a empresa norteamericana Amyris Biotechnologies, para construção de uma planta industrial química ao lado da usina, totalizando investimentos próximos a R$ 100 milhões,,,,.
O grupo São Martinho vai investir R$ 30 milhões (US$ 17,7 milhões) para a construir na sua usina um armazém com capacidade para 60 mil toneladas de açúcar, além da modernização do ramal ferroviário de acesso à fábrica, o que garantirá uma capacidade de transbordo para a ferrovia de até 2 milhões de toneladas de açúcar por ano - dos quais até 650 mil toneladas são produzidas pela própria usina.

## Infraestrutura

### Comunicações
O sistema de telefones automáticos foi inaugurado na cidade em 1974 pela Telecomunicações de São Paulo (TELESP), que também implantou o sistema de discagem direta à distância (DDD) em 1982 com o código de área (016), para padronização com o sistema telefônico das regiões de Ribeirão Preto e Franca. Anteriormente a cidade era atendida pela Companhia Telefônica Brasileira (CTB).

## Pessoas ilustres
Pradópolis possui personalidades conhecidas no Brasil e no mundo, algumas nascidas no município e outras que viveram por muito tempo na cidade:
- Cicinho;
- Mirela Janis;
- Madalena Olivastro;
- Luana Braga Batista.

## Religião
O Cristianismo se faz presente na cidade da seguinte forma:

### Igreja Católica
- A igreja faz parte da Diocese de Jaboticabal.[20]

### Igrejas Evangélicas
Entre as igrejas protestantes históricas, pentecostais e neopentecostais, encontram-se na cidade:
- Assembleia de Deus Ministério do Belém.[23][24]
- Congregação Cristã no Brasil.[25]